# Centro Universitário Tabosa de Almeida
O Centro Universitário Tabosa de Almeida é uma Instituição de Ensino Superior Privada, localizada na Cidade de Caruaru, Pernambuco.
 Foi fundado em 1959, abrangendo primeiramente os cursos de direito e odontologia. Tem como reitor Paulo Muniz Lopes.
A instituição é a mais antiga do interior de Pernambuco.

## História
A instituição foi criada com os cursos de Direito e Odontologia, com o nome de Asces-Unita, pelo político e jurista Tabosa de Almeida, falecido em 2005. A implantação das faculdades em Caruaru, no final da década de 1950, foi considerada um avanço na oferta de ensino superior para o interior do estado. Teve entre seus alunos João Lyra Neto, que seria governador de Pernambuco em 2014.
Em 2013, a instituição firmou uma parceria com a Aliança Francesa.
Em 2016 foi credenciada como centro universitário, alterando sua denominação para homenagear seu fundador.